# L'hereu Noradell
L'hereu Noradell es una novela del escritor Carles Bosch de la Trinxeria escrita en 1889, publicada por primera vez por la Imprenta La Renaixença. Fue vuelta a publicar en 1979 en la colección MOLC de Ediciones 62, con un prólogo de Jordi Castellanos. Fue reeditada en 1991. 
Bosch de la Trinxeria era un escritor educado en Francia, donde  conoció las técnicas narrativas realistas y naturalistas de Émile Zola. Ahora bien, al quererlas aplicar a su obra topó con su ideología conservadora y cristiana, que le impedían profundizar en esta técnica narrativa. La obra se encuentra con estas dificultades narrativas, puesto que al final la ideología del autor hará que se apiade de sus personajes y  haya un tipo de justicia providencial que soluciona todos los problemas que ha habido hasta entonces.
Es la primera novela propiamente dicha y la más significativa que escribe Bosch. Con el subtítulo que lleva lo obra “estudio de familia catalana”, Bosch deja claro que quiere transmitir una literatura documental y realista. El que más destaca es el costumbrismo rural que recoge la novela. Pretende mostrar la realidad rural, la realidad catalana, idealizando el modelo de familia solariega tradicional.

## Argumento
La novela está dividida en veintisiete capítulos de longitud desigual, unos más largos y otros más cortos. Los cuatro primeros corresponden al planteamiento de la obra. Del capítulo V al XX se desarrolla el nudo de la obra y del XXI hasta el XXVII  encontramos el desenlace.
La acción de la obra está ambientada al norte del Alto Ampurdán, concretamente al pueblo de Masarach, donde la familia Noradell es propietaria de viñas. Se trata de una de las familias más ricas e importantes del pueblo con contactos con la burguesía y la aristocracia de Figueras.
Cuando el señor Noradell muere, su hijo Marçal acontece heredero de todas las propiedades. Al cabo de poco tiempo es propuesto como diputado en Madrid, y  sale escogido. Este hecho lo lleva a marchar a Madrid, donde hará carrera en el partido conservador, roto con sus raíces catalanistas, y a llevar una vida desenfrenada debido al juego. 
Mientras él es fuera, llega al cortijo Noradell un joven, Francesc, que tiene el cargo de procurador, el cual se ocupará de la administración del cortijo y de las tierras. 
Al cabo de un tiempo llega al Ampurdán la plaga de la filoxera y las propiedades de los Noradell  resultarán afectadas. Marçal Noradell se encuentra con dos problemas: las deudas del juego y los problemas derivados de la pérdida de las rentas agrarias. Es obligado a volver y rápidamente cae en la ruina. La única esperanza para Marçal es que su hija Mercè se case con un heredero rico.  
Finalmente lo hace con un joven llamado Lluís Maresch, que se había enamorado de la pubilla años atrás. Este casamiento hará que Marçal quede libre de deudas, puesto que a quién más dinero debía de era precisamente el padre del chico, Pau Maresch.  
Francesc, que también se había enamorado de Mercè, no le confiesa nunca su amor ni intenta seducirla. Todo queda en un amor frustrado debido a la diferencia de clases sociales. 
La novela es interesante porque muestra un retrato costumbrista de la situación al campo altempordanès de la viña a finales del s.XIX en un momento tan dramático cómo es el de la aparición de la filoxera.